# Nitro Circus
Nitro Circus is een televisieprogramma uit de VS, uitgezonden op MTV. In het programma worden stunts uitgevoerd, gebaseerd op "extreme sports".

## Team

### Stunters
- Travis Pastrana
- Andy Bell
- Jolene van Vugt
- "Streetbike Tommy" Passemante
- "Special Greg" Powell
- Jim DeChamp
- Erik Roner

### Producers
- Johnny Knoxville
- Jeff Tremaine
- Travis Pastrana
- Richard Saedt
- Jeremy Rawle
- Gregg Godfrey

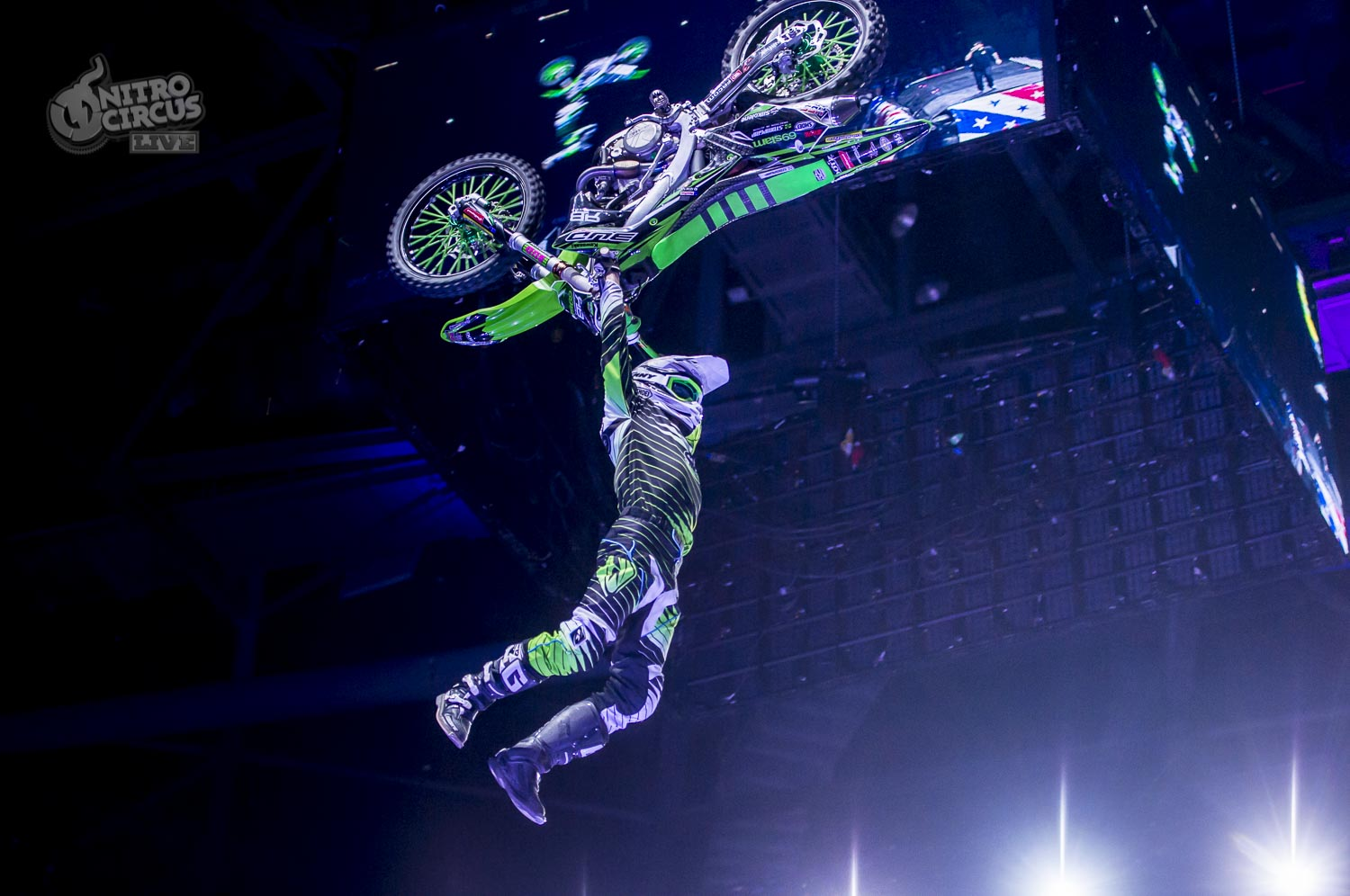
Londen, UK 2016
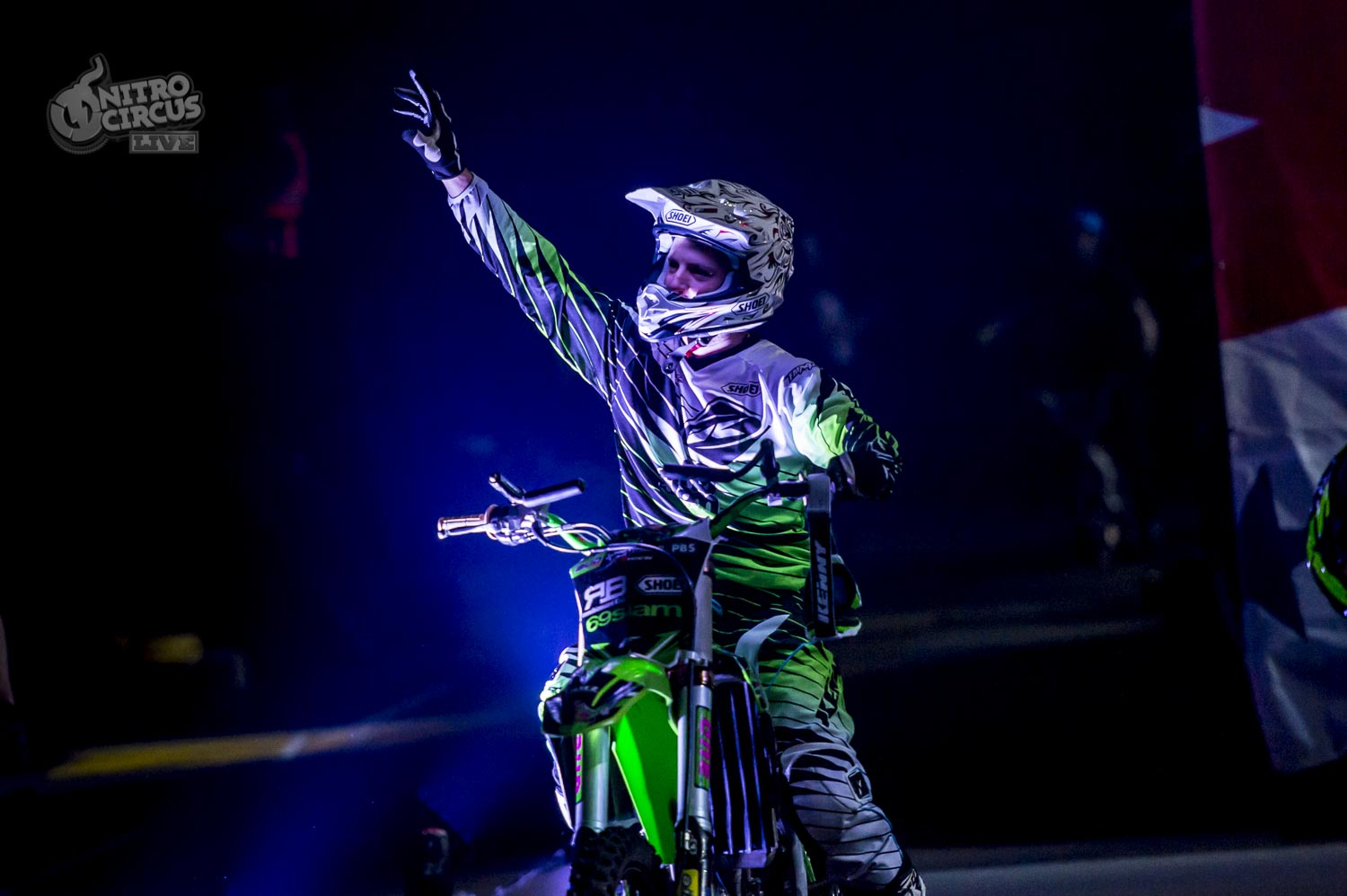
Londen, UK 2016
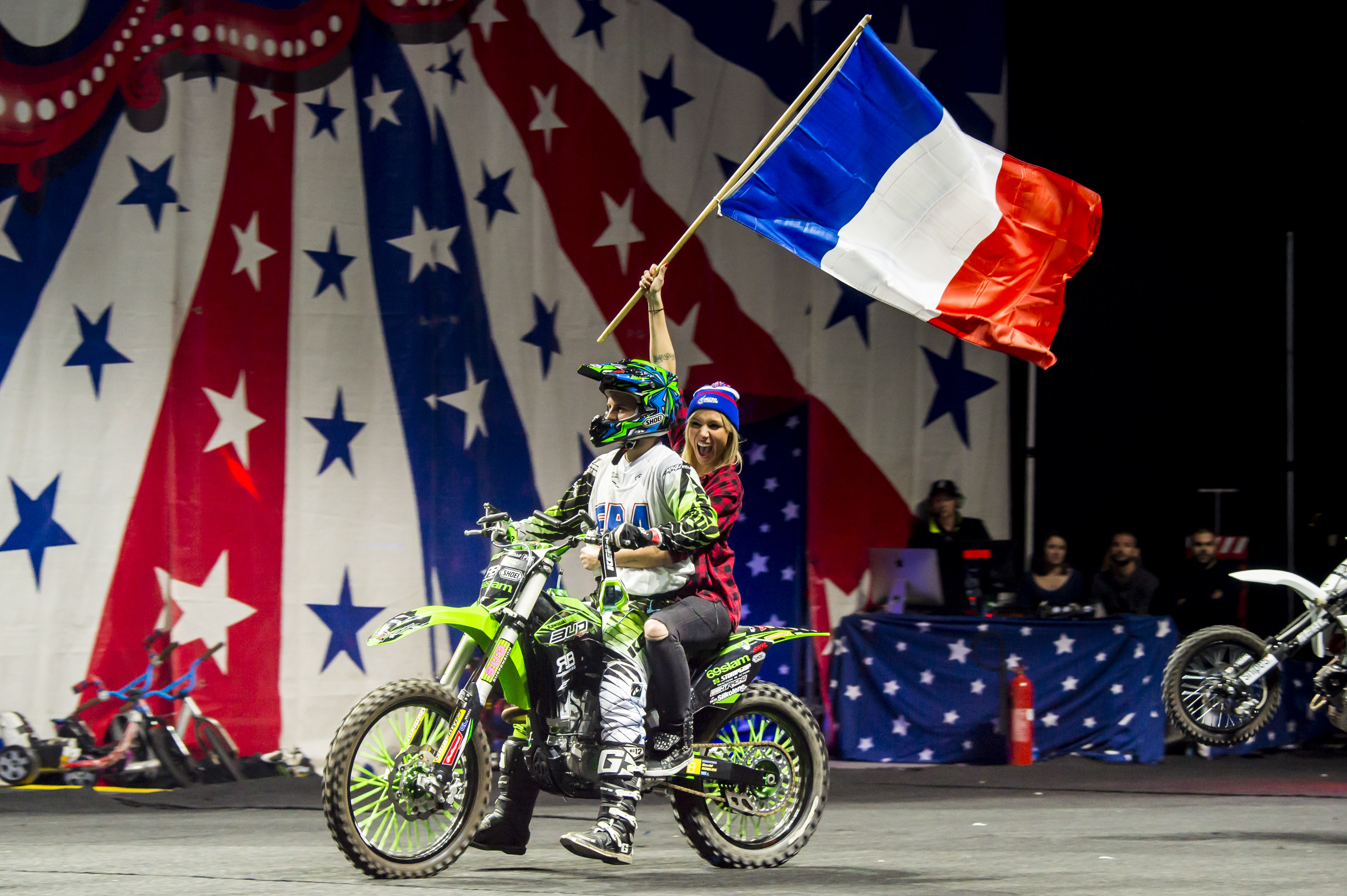
Parijs, France 2016